# کییوگا (داکوتای شمالی)
کییوگا(به انگلیسی: Cayuga) شهری در ایالت داکوتای شمالی کشور ایالات متحده آمریکا است که جمعیت آن در سرشماری سال ۲۰۱۰ میلادی، ۲۷ نفر بوده‌است.